# Ophiomyia tiliae
Ophiomyia tiliae är en tvåvingeart som beskrevs av Couden 1908. Ophiomyia tiliae ingår i släktet Ophiomyia och familjen minerarflugor. Inga underarter finns listade i Catalogue of Life.